# Franzensburg
Le château de Franzensburg est un château-fort de style néogothique construit à Laxenbourg, en Basse-Autriche, à 15 kilomètres au sud de Vienne.

## Histoire
Situé dans l'enceinte du château de Laxenbourg, résidence estivale de la famille impériale  Maison de Habsbourg-Lorraine, le château a été construit sur une île par Michael Riedl, dans un style médiéval alors en vogue,.
Parmi les artistes ayant coopéré à la réalisation de ce chantier, l'artisan-verrier Anton Kothgaßner s'illustra.

### Site externe
- Site officiel